# Hasbergen
Hasbergen – gmina samodzielna (niem. Einheitsgemeinde) w Niemczech, w kraju związkowym Dolna Saksonia, w powiecie Osnabrück.

## Współpraca
Miejscowości partnerskie:
- Gelenau/Erzgeb., Saksonia
- Komprachcice, Polska
- Tomblaine, Francja